# Jan Pawelec
Jan Józef Pawelec é um funcionário público polaco, Embaixador da República da Polónia na República de Angola, República do Congo, República Democratica do Congo, República Centro-Africana, Gabão, São Tomé e Príncipe (2023–2024).
Formou-se na Universidade Jaguelônica (Mestrado em ciência política) e na Universidade de Oxford (Master's degree(en)).